# Kostelany
Kostelany är en ort i Tjeckien.   Den ligger i regionen Zlín, i den östra delen av landet, 240 km öster om huvudstaden Prag. Kostelany ligger 377 meter över havet och antalet invånare är 467.
Terrängen runt Kostelany är kuperad söderut, men norrut är den platt. Runt Kostelany är det ganska tätbefolkat, med 124 invånare per kvadratkilometer. Närmaste större samhälle är Kroměříž, 10,5 km norr om Kostelany. I omgivningarna runt Kostelany växer i huvudsak blandskog.